# Elveszett film

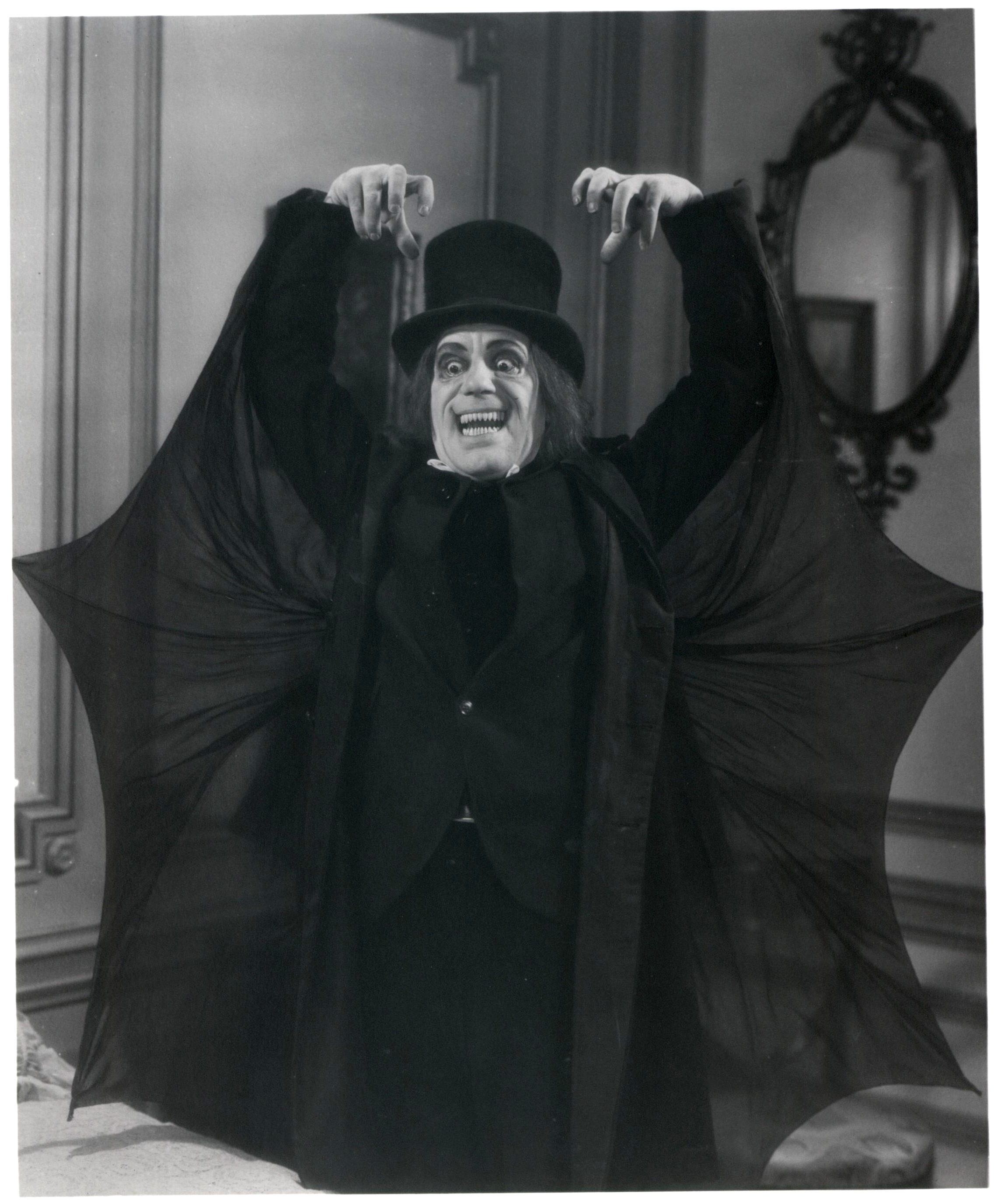
Lon Chaney a London éjfél után (1927) című filmben. Az egyik legkeresettebb elveszett film, amelynek utolsó ismert nyomata az 1965-ös MGM-trezortűzben megsemmisült. Egy sor gyártási állókép így is fennmaradt.

Az elveszett film olyan játék- vagy rövidfilm, amelynek eredeti másolatai nem léteznek stúdióarchívumban, magángyűjteményben vagy nyilvános archívumban. A filmek több okból is teljesen vagy részben elveszhetnek. A korai filmek idejében úgy gondolták, hogy a filmek nem bírnak nagyobb értéket a moziban való megjelenésükön túl, ezért később sokat kidobtak vagy megsemmisítettek. A korai filmtekercseken használt nitrát nagyon gyúlékony és érzékeny a lebomlásra. A Kongresszusi Könyvtár 1909-ben kezdete beszerezni amerikai filmek kópiáit, de nem mindegyiket őrizték meg. A filmtechnológia és a nyilvántartás fejlesztése miatt az 1950-es évektől kezdve meredeken csökkent az elveszett filmek száma
Ritkán, de alkalmanként az elveszettnek minősített filmek egy katalógus nélküli vagy rossz katalógusba vett archívumban vagy magángyűjteményekben kerülnek elő, és „újrafelfedezett filmekké” válnak.

## Körülmények
A 20. század nagy részében az Egyesült Államok szerzői jogi törvényei előírták, hogy minden amerikai filmből legalább egy példányt a Kongresszusi Könyvtárban kell letétbe helyezni a szerzői jog bejegyzésekor, de a Kongresszusi Könyvtár nem volt köteles megőrizni ezeket a másolatokat.
- az eredeti némafilmek körülbelül 75%-a elveszett vagy megsemmisült.
- A nagy stúdiók által kiadott 10 919 némafilmnek csak 14%-a létezik az eredeti 35 milliméteres vagy más formátumban
- 11%-uk csak külföldi verziókban vagy gyengébb képminőségű filmformátumokban maradtak fenn.[1][2]

Az 1927 és 1950 között készült amerikai hangosfilmek csaknem fele becslések szerint elveszett.
Néha egy elveszett film másolatát, hiányosan de újra felfedezik. A teljes egészében vissza nem került filmet részben elveszett filmnek nevezzük. Például az 1922-es Sherlock Holmes című filmet elveszettnek tekintették, de végül újra felfedezték, de az eredeti felvételek egy része hiányzott.

## Állóképek
Sok filmstúdió felbérelt egy standfotóst, hogy készítsen képeket a filmforgatás során reklámcélokra. Néhányat nagy mennyiségben állítanak elő mozifilmes használatra, másokat kisebb számban újságoknak és folyóiratoknak terjesztenek, és ezt követően megőrizték az egyébként elveszett filmek képeit.
Egyes esetekben, mint például a London éjfél után című filmben, a fennmaradt lefedettség olyan kiterjedt, hogy egy teljes elveszett filmet jelenetről jelenetre lehet rekonstruálni állófotókból. Állóképeket használtak a hiányzó felvételek újraalkotására, amikor részben elveszett filmekről új tartósítónyomatokat készítettek. Például a Gloria Swanson főszereplésével készült Sadie Thompson (1928) című némafilmben.

## A filmvesztés okai

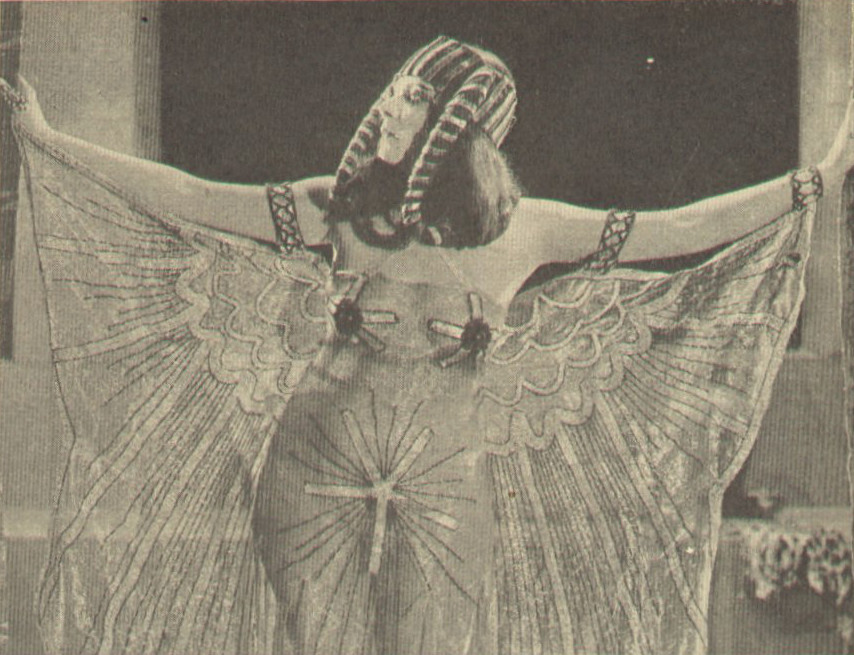
Theda Bara a Kleopátra (1917) című filmben. Négyszáz állókép, ami húsz másodperc magából a filmből és a bevezetőből fennmaradt.

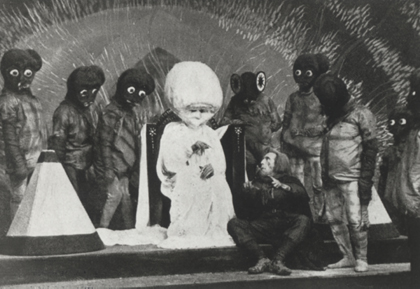
A The First Men in the Moon (1919), egy elveszett brit film, állítólag "az első film, amely teljes egészében egy híres sci-fi regényen alapul"

A legtöbb elveszett film a némafilm és a korai hangosfilm korszakból származik, körülbelül 1894 és 1930 között. Egy Martin Scorsese által alapított filmalapítvány becslése szerint az 1929 előtt készült amerikai filmek több mint 90%-a elveszett, a Kongresszusi Könyvtár becslése szerint pedig az összes némafilm 75%-a örökre elveszett.
A némafilmek elvesztésének legnagyobb oka a szándékos megsemmisítés. A házimozi, a televízió és a házivideó korszaka előtt a filmeknek kevés jövőbeli értékük volt, amikor véget ért a film vetítési ideje. Hasonlóképpen a némafilmeket a némafilmkorszak vége után értéktelennek tekintették. Robert A. Harris filmvédő szerint: "A korai filmek többsége nem maradt fenn a stúdiók nagybani spórolása miatt. Nem gondoltak arra, hogy valaha is megmentsék ezeket a filmeket. Egyszerűen szükségük volt egy páncélteremre a tároláshoz és az anyagoknak drága volt az elhelyezése." A stúdiók pénzt kereshettek a fólia újrahasznosításával az ezüsttartalma miatt. Az 1920-as és az 1930-as évekből sok Technicolor kétszínű negatívot eldobtak, amikor a stúdiók egyszerűen megtagadták filmjeik visszaszerzését, és a Technicolor még mindig a trezorjaikban tartotta. Néhány használt nyomatot eladtak a hulladékkereskedőknek, és végül rövid szegmensekre szerkesztették, hogy a kis, kézzel forgatható 35 miliméteres filmvetítők, amelyeket játékként árultak, hogy rövid másolatokat mutassanak be hollywoodi filmekből otthon.

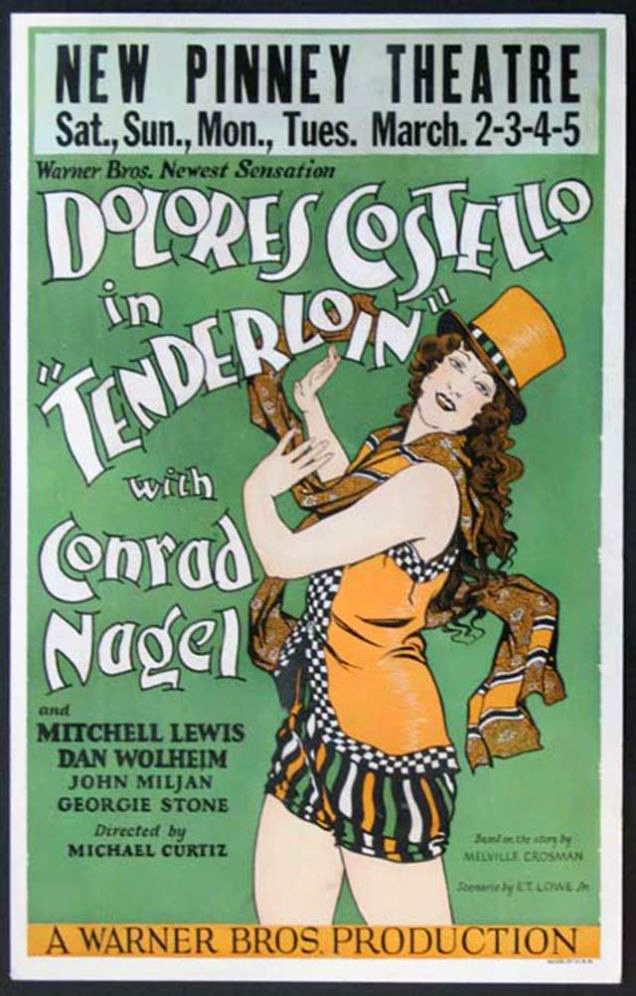
A Dolores Costello főszereplésével készült Tenderloin (1928), a Vitafon stúdió második filmje, amelyben beszélő szekvenciák is vannak. Elveszett filmnek számít, mert csak a filmzenéje maradt fenn.

Sok más korai mozgókép elveszett, mert az 1952 előtt készült 35 mm-es negatívokhoz és nyomatokhoz használt nitrátfilm nagyon gyúlékony, hacsak nem gondosan kondicionálják és kezelik. Ha nagyon leromlott állapotban van és nem megfelelően tárolják (például napsütötte fészerben), a nitrátfilm spontán meggyulladhat . A tüzek teljes filmarchívumot pusztítottak el, mint például az 1937-es raktártűz, amely elpusztította a Fox Pictures által készített 1935 előtti filmek összes eredeti negatívját, és az 1965-ös MGM trezortűz, amely több száz némafilmet és korai beszédet pusztított el, köztük a London éjfél után című filmet, amelyet ma már a legjobbak között tartanak az elveszett filmek között. Az Eastman Kodak bemutatott egy nem gyúlékony 35 mm-es filmállományt 1909-ben, azonban a fólia rugalmasságának növelésére alkalmazott lágyítók túl gyorsan elpárologtak, szárazzá és törékennyé téve a fóliát, és az illesztések szétválását és a perforációk elszakadását okozták. 1911-re a nagy amerikai filmstúdiók visszatértek a nitrátkészlethez.
A nitrát kémiailag is instabil, és idővel ragadós masszává vagy puskaporhoz hasonló porrá bomlik. Ez a folyamat nagyon kiszámíthatatlan lehet. Az 1890-es évekből származó nitrátfólia egy része még mindig jó állapotban van, míg néhány jóval későbbi nitrátfóliát, mint menthetetlent, alig 20 év után leselejtezték. Sok függ attól, hogy milyen környezetben tárolták a filmet. Az alacsony hőmérséklet, az alacsony páratartalom és a megfelelő szellőzés ideális körülmények között évszázadokig megőrizheti a nitrátfilmet, de a gyakorlatban a tárolási feltételek általában messze e szint alá süllyedtek. 

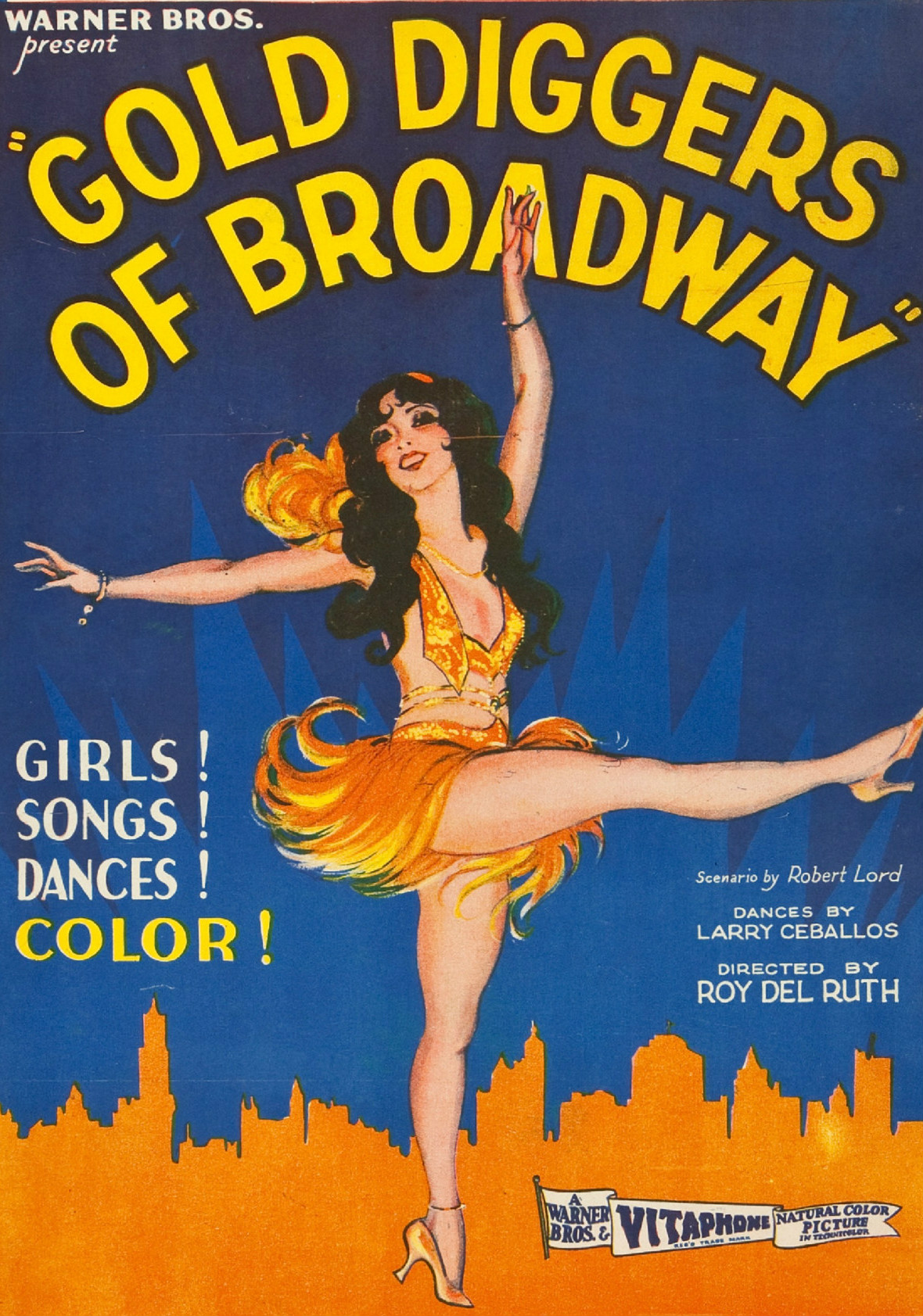
A Gold Diggers of Broadway (1929), a Warner Bros. harmadik filmje, amelyet Technicolorban forgattak. Egy részben elveszett film.

A Warner Bros. és a First National Pictures által készített 1931 előtti hangosfilmek egy része elveszett, mert a speciális fonográflemezeken sound-on-disc rendszert használtak külön hangsávval.
Ennek az elterjedt gondatlanságnak a következményeként számos korai filmes és előadóművész munkája ma már csak töredékesen létezik. Nagy horderejű példa Theda Bara esete, a korai némafilmkorszak egyik leghíresebb színésznője. Bara 40 filmben szerepelt, de ma már csak hat maradt fenn. Clara Bow-t ugyanúgy ünnepelt színésznő volt fénykorában, de 57 filmje közül 20 teljesen elveszett, további öt pedig hiányos. Az egykor népszerű színpadi színésznőknek, akik áttértek a némafilmekre, mint például Pauline Fredericknek és Elsie Fergusonnak, alig maradt meg a filmes szereplésükből. Kevesebb mint tíz film létezik Frederick 1915 és 1928 közötti munkáiból, és Fergusonnak két fennmaradt filmje van, az egyik 1919-ből, a másik pedig 1930-ból, az egyetlen hangosfilmje. A színpadi színésznő és Bara riválisa, Valeska Suratt összes filmes szereplése elveszett. Katherine MacDonald főszereplésének nagy része elment, kivéve néhány mellékszereplést. George Walsh összes Fox-szereplése eltűnt. A Fox színészének William Farnumának, a vásznon korai westernsztárnak csak három filmje maradt fenn. Mások, mint például Francis X. Bushman és William Desmond, számos filmes kreditet halmoztak fel, de a fénykorukban készült filmek hiányoznak a roncsolás, az elhanyagolás, a háborúskodás vagy a stúdiók megszűnése miatt. Azonban Suratttal és Barával ellentétben, mivel Bushman és Desmond a hangosfilmkorszakban, sőt a televízióban is tovább dolgoztak, későbbi szerepléseik megmaradtak.
A filmeket néha szándékosan semmisítették meg. Mint például 1921-ben Roscoe "Fatty" Arbuckle színészt Virginia Rappe színésznő meggyilkolásával vádolták. Perek sorozatát követően végül felmentették, de nem azelőtt, hogy neve annyira rosszhírűvé vált volna, hogy a stúdiók szisztematikusan megsemmisítik az összes olyan filmet, amelyben főszerepet játszott. A Charlie Chaplin által készített A Woman of the Sea című filmet maga Chaplin semmisítette meg adóleírásként.

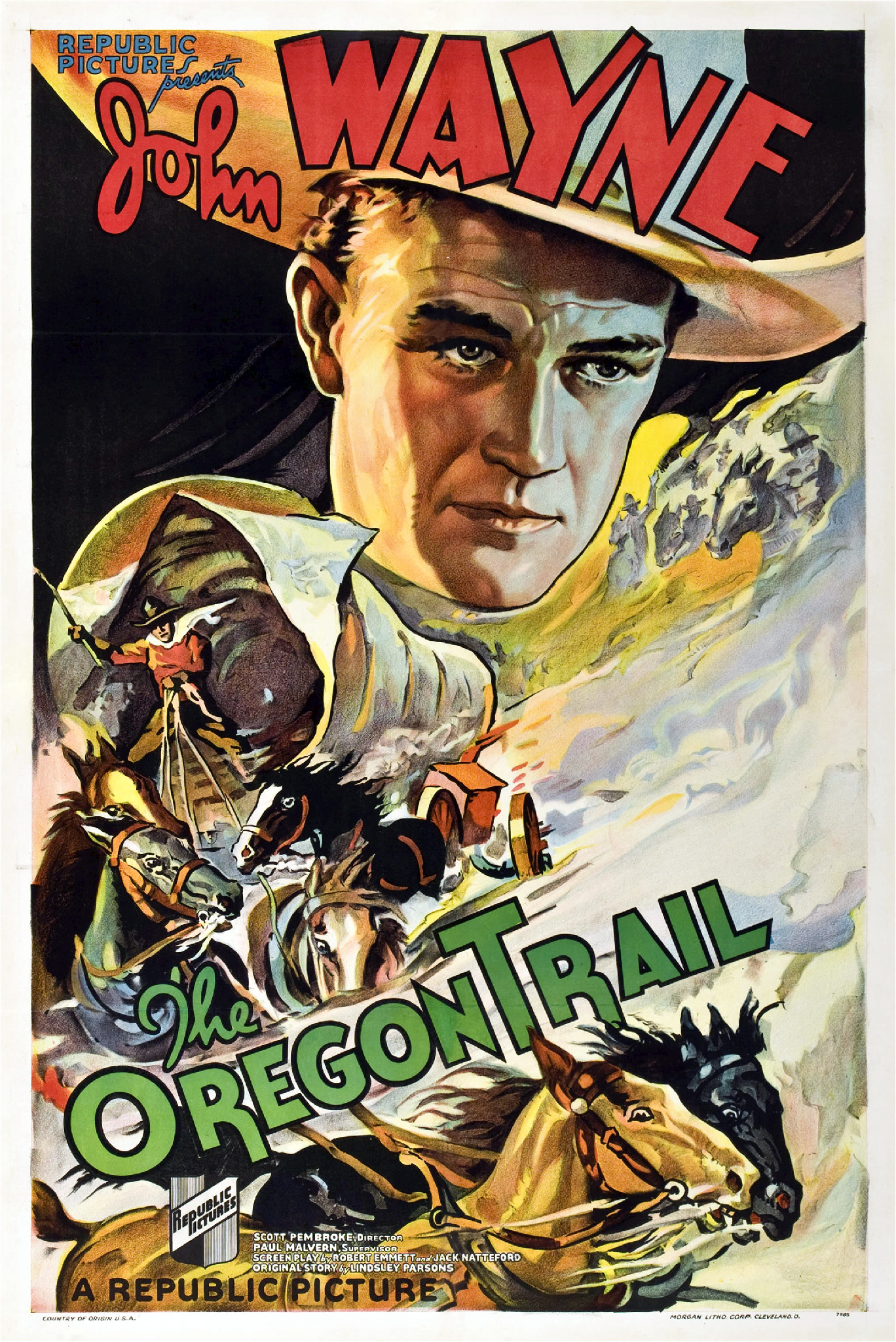
John Wayne az elveszett westernben, a The Oregon Trailben (1936)

Ezzel szemben D. W. Griffith filmográfiája majdnem sértetlen, mivel számos korai Biograph-filmjét a cég papírnyomtatva letétbe helyezte a Kongresszusi Könyvtárban. Griffith 1910-es és 1920-as évekbeli játékfilmjei közül sok az 1930-as években bekerült a Modern Művészeti Múzeum (New York) filmgyűjteményébe, és Iris Barry kurátor védnöksége alatt őrizték meg őket. Mary Pickford filmográfiája is majdnem sértetlen. Korai éveit Griffith mellett töltötte, és az 1910-es évek végén és az 1920-as évek elején megszerezte az irányítást saját produkciói felett. Eredetileg meg akarta semmisíteni ezeket a filmeket, de később meggondolta magát. Annyi Zukor által irányított korai filmjét is visszaszerezte, amennyi menthető volt. Hasonlóképpen, a Charlie Chaplin által készített filmek szinte mindegyike fennmaradt. Olyan sztárok, mint Chaplin és Douglas Fairbanks neveiből annyit profitáltak a stúdiók a népszerűségüknek köszönhetően hogy filmjeiket a némafilmkorszak során többször is kiadták, még évtizedekkel később is lehetett találni fennmaradt nyomatokat.
2019 márciusában az Indiai Nemzeti Filmarchívum arról számolt be, hogy 31 000 filmtekercse elveszett vagy megsemmisült.

## Újrafelfedezett filmek
Időnként az elveszettnek tekintett filmek lenyomatait újra felfedezték. Ismert példa erre a Frankenstein 1910-es változata, amelyet évtizedekig elveszettnek hittek, mígnem a hetvenes években felfedezték egy nyomat létezését (amely évekig egy gyűjtő kezében volt). III. Richard (1912) nyomatát 1996-ban találták meg, és az Amerikai Filmintézet restaurálta. 2013-ban egy korai Mary Pickford-filmet, a Their First Misunderstanding-et, amely arról nevezetes, hogy ez volt az első olyan film, amelyben név szerint szerepelt, egy New Hampshire-i istállóban találtak rá, és a Keene State College-nak adományozták.
A Beyond the Rocks (1922), Gloria Swansonnal és Rudolph Valentinóval, évtizedekig elveszett filmnek számított. Swanson 1980-as memoárjában sajnálkozott ennek és más filmeknek az elvesztése miatt, de optimistán a következőképpen zárta: "Nem hiszem, hogy ezek a filmek örökre eltűntek." 2000-ben Hollandiában találtak egy nyomatot, amelyet a Nederlands Filmmuseum és a Haghefilm Conservation restaurált. Körülbelül kétezer rozsdás filmdoboz között került elő, amelyet egy holland gyűjtője, Joop van Liempd adományozott. Az első modern vetítést 2005-ben történt és azóta a Turner Classic Movies forgalmazza.
A 2000-es évek elején a Metropolis című német filmet – amelyet az évek során sokféle szerkesztésekben terjesztettek – a szerkesztett felvételek visszaállításával és a sérült felvételek javítására számítógépes technológia segítségével a lehető legközelebb állították az eredeti verzióhoz. A felújított film Kino Video DVD-n megjelent kiadása szerint azonban ekkor az eredeti filmfelvétel körülbelül negyede elveszettnek számított. 2008. július 1-jén a berlini filmszakértők bejelentették, hogy a Buenos Aires-i Museo del Cine filmmúzeum archívumában megtalálták a film egy példányát, amely szinte az összes, a 2002-es restaurálásból még hiányzó jelenetet tartalmazta. A filmet a premier verziójához közeli állapotában állították helyre. A helyreállítási folyamatot a Metropolis Refundada című dokumentumfilm mutatja be.
2010-ben a Borisz Jelcin Elnöki Könyvtár tíz korai amerikai film digitális másolatát mutatta be a Kongresszusi Könyvtárnak, ez az orosz állami archívum első filmrészlete, amelyet hazaküldtek.
Néha az eredeti állapotában elveszettnek hitt filmet helyreállítottak, akár színezéssel, akár más helyreállítási módszerekkel. A "The Cage", a Star Trek eredeti, 1964-es pilotfilmje, csak fekete-fehér nyomatban maradt fenn egészen 1987-ig, amikor is egy filmarchívum egy jelöletlen (néma) 35 mm-es filmet talált.

## Fordítás
Ez a szócikk részben vagy egészben  a   Lost film című angol Wikipédia-szócikk ezen változatának fordításán alapul.  Az eredeti cikk szerkesztőit annak laptörténete sorolja fel. Ez a jelzés csupán a megfogalmazás eredetét és a szerzői jogokat jelzi, nem szolgál a cikkben szereplő információk forrásmegjelöléseként.